# Johan Nordenson
Johan Nordenson, ursprungligen Andersson, född 4 september 1843 i Brunskogs socken, död 15 maj 1904 i Glommen, var en svensk präst.

## Ämbetsgärning
Nordenson, som var son till hemmansägaren och kyrkvärden Anders Jansson, tog sitt efternamn efter hembyn Nordhaget. Efter läroverksstudier i Karlstad 1860–1863 blev han student vid Uppsala universitet 1868. Han prästvigdes 1871 och blev året därpå pastorsadjunkt i Blomskogs församling. Efter tjänst som komminister i Hargs församling i Uppland återkom han till Värmland. Han tjänstgjorde där i Brunskogs och Sunne församlingar; pastoralexamen avlade han 1877 med högsta betyg. År 1900 utnämndes han till kyrkoherde i Karlskoga församling 1900; han var också kontraktsprost.

## Arkeologi
Nordenson var intresserad av arkeologi och samlade på fornsaker. Efter att han drunknade våren 1904 i sjön Glommen, skänkte hans änka Inez, född Sylvén, flera av föremålen till Värmlands Museum i Karlstad.